# The Aggrolites
The Aggrolites sind eine 2003 gegründete Reggae-Band aus Kalifornien.

## Geschichte
Die Mitglieder lernten sich als Begleitmusiker von Derrick Morgan kennen, bemerkten, wie sehr sie es genossen, zusammen zu spielen und gründeten daraufhin die Band. Innerhalb von 24 Stunden war ihr Debüt Dirty Reggae aufgenommen, das durch Axe Records in San Francisco veröffentlicht wurde. Schließlich erregten sie auch die Aufmerksamkeit von Rancid-Frontmann Tim Armstrong. Zunächst wurde der Song Dirty Reggae auf einer von Armstrongs Plattenfirma Hellcat Records herausgebrachten Compilation, Give Em The Boot IV, verwendet. Anschließend wurde die Gruppe von diesem Label unter Vertrag genommen. 2006 wurde dort ihr selbstbetiteltes Zweitalbum mit Songs wie Funky Fire oder Countryman Fiddle veröffentlicht. The Aggrolites waren unter anderem mit Bands wie Hepcat oder Madness auf Tour. Sie haben auch mit Tim Armstrong selbst einige Lieder für dessen Soloplatte „A Poet’s Life“ aufgenommen, das im Mai 2007 erschienen ist. Kurze Zeit darauf kam auch ihr drittes Album „Reggae Hit LA“ heraus, worauf eine ausgedehnte Tour durch die Welt folgte, unter anderem auch spielte die Band auf der kompletten Warped Tour 2008. Im Juni 2009 veröffentlichte die Band ihr viertes Album unter dem Titel „IV“. Am 22. März 2011 erschien das fünfte Album der Band unter dem Titel „Rugged Road“.

## Diskografie
- 2004: Dirty Reggae, CD/LP, Axe Records
- 2004: Reggae Wonderland 7" Axe Records
- 2006: Dirty Reggae, CD/LP, Scorcha Records
- 2006: The Aggrolites, CD, Hellcat Records
- 2007: The Aggrolites, LP, Scorcha Records
- 2007: Reggae Hit L.A, CD, Hellcat Records
- 2009: IV, CD, Hellcat Records
- 2011: Rugged Road, CD/LP, Young Cub Records
- 2011: Unleashed Live Vol. 1
- 2019: Reggae Now!, Pirates Press Records
- 2020: Live From the Compound, Pirates Press Records